# Улпијан
Улпијан (лат. Domintius Ulpianus), око 200 г. н. е. из Тира, Феникија (лат. Phoenitia) данас Либан, један је од последњих великих римских правника класичног доба. 
Са колегом Паулусом (лат. Paulus) припадао је конзилијуму преторијанских префекта (лат. praefectus praetorio) у време Папинијана (лат. Papinian), када се први пут и појављује у јавности. Био је члан савета цара Септимија Севера 193-211), а за време Каракале 211-217) био је уравник државне библиотеке (архива) (лат. magister libellorum). Цар Елагабал га је прогнао из Рима.
Пред крај живота је и сам заузео положај преторијанског префекта, команданта преторијанске гарде и главног саветника цара Александра Севера. Уживао је наклоност овог цара, који га је и вратио у Рим. Убили су га 228. године н. е. побуњени преторијанци, иако има тврдњи да папирус из Египта помиње као време његове смрти мај или јуни 223. године н. е.
Његова књижевна делатност била је веома обимна, написао је око 280 књига. Главно дело су му Регуле (лат. Regulae) у 7 књига правила и институција - од којих једна De officio proconsulis libri x., садржи изалгања о кривичном праву. Затим, коментари преторских едиката (лат. Libri ad edictum praetoris) које обухватају 81 књигу, збирки мишљења, одговора и расправа. Коментари Сабина (лат. Libri ad Sabinum), коментари римског грађанског права (лат. ius civile) који сачињавају више од 50 књига.
У време првог прогонства, током пет година, направио је прву велику кодификацију Римског права Constitutio Antoniniana, у којој је прегледно сажео сва важећа правна правила из хиљадугодишње традиције Римског права. 
Изводи из његових списа сачињавају отприлике трећину Дигеста (лат. Digesta) (од чега су око једне петине коментари едиката), кодификације византијског цара Јустинијана.
Иако није био оригиналан правни писац, већ више компилатор, Улпијан се није држао превише туђих мишљења нити је слепо пратио ауторитете. Као аутора карактерише га доктринарана доследност, разложна критика и луцидност у аргументацији, стилу и језику. Најважнији допринос Улпијана је у настављању идеала законите владавине (владавине закона). 
Прво издање једног дела Улпијанових сачуваних рукописа, Domintii Ulpiani fragmenta, које садрже 29 поглавља први пут је објавио Тилије (лат. Tilius) у Паризу (1549). 